# Naturschutzgebiet Lange Wiese
Das Naturschutzgebiet Lange Wiese mit einer Größe von 40,2 ha liegt südöstlich von Bredelar im Stadtgebiet von Marsberg im Hochsauerlandkreis. Das Gebiet wurde 2001 mit dem Landschaftsplan Hoppecketal durch den Hochsauerlandkreis als Naturschutzgebiet (NSG) ausgewiesen. Das NSG gehört teilweise mit dem östlich direkt anschließenden Naturschutzgebiet Unteres Diemeltal zum FFH-Gebiet Gewässersystem Diemel und Hoppecke (DE 4617-302). Das NSG gehört seit 2023 zum Vogelschutzgebiet Diemel- und Hoppecketal mit angrenzenden Wäldern.

## Gebietsbeschreibung
Beim NSG handelt es sich um den Fluss Hoppecke mit seiner unbebauten Flussaue in diesem Bereich.
Es wurden durch das Landesamt für Natur, Umwelt und Verbraucherschutz Nordrhein-Westfalen Pflanzenarten wie Bachbunge, Beifuß, Berg-Weidenröschen, Bittersüßer Nachtschatten, Blut-Ampfer, Drüsiges Springkraut, Echte Nelkenwurz, Echte Zaunwinde, Echtes Johanniskraut, Echtes Mädesüß, Echtes Springkraut, Flutender Schwaden, Frauenfarn, Gänseblümchen, Gegenblättriges Milzkraut, Gelbe Schwertlilie, Gelber Steinklee, Gewöhnliche Goldnessel, Gewöhnliche Pestwurz, Gewöhnlicher Blutweiderich, Herkulesstaude, Hopfen, Japanischer Staudenknöterich, Gewöhnlicher Gilbweiderich, Gewöhnlicher Wasserhahnenfuß, Gewöhnlicher Wurmfarn, Große Klette, Gundermann, Hain-Gilbweiderich, Hain-Sternmiere, Kanadische Wasserpest, Kleinblütige Königskerze, Kleiner Dornfarn, Kletten-Labkraut, Knoblauchsrauke, Kohldistel, Kriechender Günsel, Kriechender Hahnenfuß, Leberblümchen, Magerwiesen-Margerite, Nesselblättrige Glockenblume, Oregano, Ruprechtskraut, Quellmoos, Sumpf-Labkraut, Sumpf-Vergissmeinnicht, Sumpf-Ziest, Ufer-Wolfstrapp, Vielblütige Weißwurz, Wald-Bingelkraut, Wald-Engelwurz, Wald-Veilchen, Wald-Ziest, Waldmeister, Wasserdost, Wiesen-Bärenklau, Wiesen-Flockenblume, Wiesen-Labkraut, Wiesen-Schlüsselblume, Wiesen-Storchschnabel, Wildes Silberblatt und Zottiges Weidenröschen nachgewiesen.

## Schutzzweck
Das NSG soll die Hoppecke und seine Aue schützen. Wie bei allen Naturschutzgebieten in Deutschland wurde in der Schutzausweisung darauf hingewiesen, dass das Gebiet „wegen der Seltenheit, besonderen Eigenart und Schönheit des Gebietes“ zum Naturschutzgebiet wurde.